# Kimagure Orange Road
Autre
Kimagure Orange Road (きまぐれオレンジ☆ロード, Kimagure Orenji Rōdo), typographié Kimagure Orange☆Road, est un manga romantique écrit et dessiné par Izumi Matsumoto. Il a été prépublié dans le magazine Weekly Shōnen Jump entre 1984 et 1987, et a été compilé en un total de 18 volumes. La version française est publiée par J'ai lu sous le titre Les Tribulations de Orange Road puis réédité sous le nom original par Tonkam à partir de juin 2011.
Le manga a également été adapté en anime, sous le nom de Max et Compagnie en France, ainsi qu'en films d'animation.

## Histoire

### Prologue
La famille de Kyôsuke Kasuga (Maxime ou Max dans la version française) vient d'emménager dans un appartement, dans un nouveau quartier d'une ville ; une fois de plus… Kyôsuke qui a 15 ans, est l'aîné. Lui et ses sœurs jumelles (fausses jumelles), Manami et Kurumi (Manu et Fanny), partagent des pouvoirs étranges : téléportation, télékinésie, psychokinésie, parfois rêves prémonitoires, et d'autres à découvrir plus tard… C'est un héritage de leur mère décédée : toute la famille, le père excepté, possède des pouvoirs surnaturels plus ou moins étendus. Pour éviter d'attirer l'attention, ils sont obligés de déménager à chaque fois que l'un d'eux fait quelque chose d'étrange en public.

### Synopsis
En flânant dans la ville, Kyôsuke rencontre Madoka Ayukawa (Sabrina), jeune fille à la réputation de mauvaise élève, puis Hikaru Hiyama (Pamela).
Il s'éprend de Madoka, mais Hikaru en pince pour lui. Éternel indécis, la plus grande confusion règne dans son esprit quant à ses sentiments pour les deux jeunes filles, d'autant plus que si Hikaru est très expansive, Madoka est très réservée. Et Hikaru est l'amie d'enfance de Madoka, qui ne pardonnerait pas à Kyôsuke de briser le cœur de son amie.
De plus, tous les membres de la famille de Kyôsuke ont divers pouvoir magiques, mais sont censés les cacher. Alors, quand son père (photographe), son cousin Kazuya (Paul, capable de lire dans les pensées et d'échanger son esprit avec celui d'un autre), Yusaku Hino (Marc), l'ami d'enfance d'Hikaru (karatéka accompli) et ses grands-parents s'en mêlent, rien ne s'arrange.

## Personnages
Kyosuke Kasuga (Maxime) : Héros de l'histoire. Il est au sommet du triangle amoureux. Il n'arrive à faire un choix amoureux car il craint qu'en choisissant l'une, soit il perde irrémédiablement son lien d'amitié avec l'une, soit il détruise le lien d'amitié entre ses deux amies. De plus, il doit absolument préserver le secret autour de ses pouvoirs. Son anniversaire est le 15 novembre.
Madoka Ayukawa (Sabrina) : Kyosuke Kasuga la rencontre en premier dans un grand escalier. Il a une sorte de coup de foudre (cela ne s'explique pas toujours !). Il la revoit plus tard car elle est dans sa classe, mais elle se montre capricieuse : tantôt froide, tantôt profondément humaine. On ne sait pas au début si elle aime Kyosuke. Elle va être amenée à le connaître aussi bien ses qualités que ses défauts. Elle sait que si elle choisit d'aimer Kyosuke, elle ne pourra plus être amie avec Hikaru. Madoka est le personnage le plus charismatique du triangle car elle est belle et a pratiquement tous les talents. Sa date d'anniversaire est le 25 mai.
Hikaru Hiyama (Pamela) : Troisième membre du triangle. Elle et Madoka sont amies d'enfance bien avant que Kyosuke n'arrive dans cette ville. À la suite d'un exploit de Kyosuke, elle a le béguin pour lui et décide d'en faire son petit ami, son "Darling". Elle aime Kyosuke mais c'est malheureusement pour elle un amour à sens unique, car Kyosuke ne l'aime pas et préfère instinctivement Madoka. 

## Manga
La publication de cette série débute au Japon dans le magazine Weekly Shōnen Jump de la maison d’édition Shūeisha. Le premier tankōbon est publié à partir de 1984, toujours par Shūeisha. La série compte un total de 18 tomes dont la parution se termine en 1987. Une édition deluxe de dix tomes a vu le jour entre décembre 1991 et septembre 1992, puis une édition en format bunko de dix tomes entre février 1998 et novembre 1998.
En France, la série est parue aux éditions J'ai lu. Tonkam a entamé sa réédition depuis juin 2011, la version de J'ai Lu étant devenue introuvable.
Deux chapitres inédits sont sortis en France :
- Un chapitre Panique aux bains publics (Panic in Sentou) sur le 1er CD-ROM Comic-On en février 1996
- Un chapitre de deux pages paru dans la revue Weekly Playboy no 44 de novembre 1999 : Kyosuke devient invisible

### Liste des tomes

#### Première édition
| no | Japonais         | Japonais   | Français                            | Français          | Français      |
| no | Date de sortie   | ISBN       | Titre                               | Date de sortie    | ISBN          |
| -- | ---------------- | ---------- | ----------------------------------- | ----------------- | ------------- |
| 1  | 15 octobre 1984  | 4088517113 | Le chapeau de paille rouge !        | 18 janvier 1998   | 9782290047194 |
| 2  | 8 février 1985   |            | Pluie et… jalousie !                | 25 février 1998   | 9782290047644 |
| 3  | 8 mai 1985       |            | L’île des amours interdites !       | 25 mars 1998      | 9782290048047 |
| 4  | 8 août 1985      |            | Rêves sous un ciel étoilé !         | 17 avril 1998     | 9782290048351 |
| 5  | 8 novembre 1985  |            | Une troublante berceuse !           | 19 mai 1998       | 9782290048665 |
| 6  | 10 février 1986  |            | Le message tracé au rouge à lèvres  | 23 juin 1998      | 9782290048986 |
| 7  | 10 mai 1986      |            | Les anges draguent !                | 29 août 1998      | 9782290049235 |
| 8  | 10 août 1986     |            | Le fugitif de l’amour !             | 24 septembre 1998 | 9782290049471 |
| 9  | 10 octobre 1986  |            | Un rêve annonciateur de chance !    | 24 octobre 1998   | 9782290050064 |
| 10 | 10 décembre 1986 |            | Amours adolescentes                 | 18 novembre 1986  | 9782290050323 |
| 11 | 10 février 1987  |            | Un baiser pour la nouvelle année    | 17 décembre 1998  | 9782290050484 |
| 12 | 10 avril 1987    |            | Attention à ces deux-là             | 23 février 1999   | 9782290051238 |
| 13 | 10 juin 1987     |            | 100 % sentiment                     | 23 avril 1999     | 9782290051443 |
| 14 | 10 août 1987     |            | Un professeur redoutable !          | 25 mai 1999       | 9782290051580 |
| 15 | 10 octobre 1987  |            | Le rouge à lèvres du soir !         | 28 juin 1999      | 9782290051597 |
| 16 | 10 décembre 1987 |            | L’idole du printemps !              |                   | 9782290052723 |
| 17 | 8 avril 1988     |            | Graffitis des amours malheureuses ! |                   | 9782290052730 |
| 18 | 8 juillet 1988   |            | L’éternel été                       |                   | 9782290052747 |

#### Seconde édition
| no | Français          | Français          |
| no | Date de sortie    | ISBN              |
| -- | ----------------- | ----------------- |
| 1  | 22 juin 2011      | 978-2-84580-956-7 |
| 2  | 22 juin 2011      | 978-2-84580-957-4 |
| 3  | 17 août 2011      | 978-2-8458-0958-1 |
| 4  | 12 octobre 2011   | 978-2-8458-0959-8 |
| 5  | 30 novembre 2011  | 978-2-8458-0960-4 |
| 6  | 18 janvier 2012   | 978-2-8458-0961-1 |
| 7  | 21 mars 2012      | 978-2-8458-0962-8 |
| 8  | 9 mai 2012        | 978-2-8458-0963-5 |
| 9  | 6 juillet 2012    | 978-2-8458-0964-2 |
| 10 | 26 septembre 2012 | 978-2-8458-0965-9 |
| 11 | 5 décembre 2012   | 978-2-8458-0966-6 |
| 12 | 9 janvier 2013    | 978-2-8458-0967-3 |
| 13 | 6 mars 2013       | 978-2-8458-0968-0 |
| 14 | 8 mai 2013        | 978-2-8458-0969-7 |
| 15 | 21 août 2013      | 978-2-8458-0970-3 |
| 16 | 22 janvier 2014   | 978-2-7560-5575-6 |
| 17 | 2 juillet 2014    | 978-2-7560-5576-3 |
| 18 | 20 août 2014      | 978-2-7560-5577-0 |

## Produits dérivés

### Publications
- Trois romans, écrits par Kenji Terada, illustrés par Izumi Matsumoto:
  - Shin KOR I : Cet été-là, sorti le 7 juillet 1994 au Japon, sorti le 26 septembre 2003, en français chez Tonkam.
  - Shin KOR II : La Pyramide du Soleil, sorti le 8 juillet 1995 au Japon, sorti le 26 mars 2004, en français chez Tonkam.
  - Shin KOR III : Les Souvenirs de Madoka, sorti le 29 avril 1997 au Japon, sorti le 29 avril 2005, en français chez Tonkam.

L'auteur des romans, Kenji Terada était l'un des scénaristes de la série télévisée. Il a fait en sorte d'unifier l'histoire des mangas et des animé dans les romans.
En 2002, les deux premiers tomes de Shin Kimagure Orange Road ressortirent sous le nom Shin KOR 2002, dont les illustrations furent refaites et certains chapitres furent réécrits par Izumi Matsumoto, lui-même. Izumi Matsumoto jugeait que Kenji Terada avait pris trop de liberté par rapport à ce qu'il voulait faire des personnages. Le troisième volume remanié ne sortit jamais.

## Autour de l’œuvre

### L'Abcb
L'Abcb est le café où Madoka travaille en secret en dehors des cours.
Abcb est sous-titré Abacabu en caractère japonais. Il s'agit là de la même prononciation, pour un japonais, que le titre de l'album de Genesis, Abacab. Dans le volume 18 du manga, page 120-121, « Master », le propriétaire de l'Abcb porte un t-shirt avec le logo de Invisible Touch, un autre album de Genesis. Cela confirme que le patron du café est bien un fan de Genesis et que le nom du bar vient bien du nom de l'album.

### Madoka
Izumi Matsumoto s'est inspiré de Phoebe Cates pour créer Madoka, et en particulier de son personnage dans Fast Times at Ridgemont High (Ça chauffe au lycée Ridgemont). Il s'est aussi inspiré de la chanson de Akina Nakamori intitulée Shôjo A (少女A) qui décrit les tribulations d'une jeune femme rebelle adepte de la moto.
Dans le manga, Izumi a dessiné son atelier avec un poster de Phoebe Cates et un calendrier d'Akina Nakamori.